# Bataille de Renty
Dixième guerre d’Italie
Batailles
- Tripoli (9 août - 15 août 1551)
- Mirandola (en) (juillet 1551 - mars 1552)
- Ponza (5 août 1552)
- Metz (octobre 1552 - janvier 1553)
- Corse (1553 - 1559)
- Marciano (2 août 1554)
- Renty (12 août 1554)

La bataille de Renty du 13 août 1554 est une victoire française sur le Saint-Empire romain germanique.

## Contexte
L'affrontement entre la France et l'Empire se poursuit avec Henri II, fils et successeur de François Ier contre le même adversaire Charles Quint. La guerre a repris en 1551. La France s'est alliée aux princes allemands et porte la guerre en Lorraine, prend Metz, Toul et Verdun en 1552.
Les combats se déroulent également en Flandres : en juillet 1553, la France perd Hesdin, que Charles Quint fera raser (site de Vieil-Hesdin), et Thérouanne, qui subira le même sort cette même année 1553, mais gagne Bouvignes, Dinant, Mariembourg.
En 1554, le connétable de Montmorency reprend un ancien projet de marcher sur Bruxelles mais, vieillissant, il se montre irrésolu et face aux troupes de l'Empire, malgré une armée forte de plus de 40 000 hommes, il se replie successivement sur Cambrai, Calais, Boulogne et finalement Renty où va avoir lieu l'affrontement.
Les grands chefs de guerre français participent au combat : François de Guise, Gaspard de Saulx maréchal de Tavannes, François Ier de Nevers, Antoine de Bourbon, Claude II d'Aumale, Gaspard II de Coligny. Les forces sont de force égale dans chaque camp.

## La bataille
Le combat s'engage le 13 août. L'artillerie française bombarde le château de Renty. L'avant-garde impériale attaque. Les forces s'affrontent au pied de la colline dominant Renty. Les troupes espagnoles sont refoulées à l'issue du combat meurtrier où décèdent bon nombre de gentilshommes français jusqu'au Bois Guillaume. Cette position est décisive et l'armée française ne parvient pas à y pénétrer. Gaspard de Saulx se distingue par sa vaillance. Gaspard II de Coligny met pied à terre, entre dans le bois avec un millier d'hommes, mène un combat acharné et réussit à s'emparer de l'artillerie espagnole.

## Conséquences de la bataille
L'armée espagnole perd près de deux mille hommes.
- Malgré la victoire, l'armée française doit lever le siège de Renty le 15 août faute de munitions.
- Henri II va remettre sur le champ de bataille le cordon de l'ordre de Saint Michel à Gaspard de Saulx en raison de sa conduite lors des combats.
- L'armée française se replie sur Compiègne mais poursuit néanmoins son avantage en poursuivant Charles Quint, lequel fuit pour ne pas être fait prisonnier.
- L'empereur sera contraint d'accepter de conclure une trêve dite trêve de Vaucelles pour 5 ans (mais elle sera rompue dès l'année suivante).
- Une plaque commémorative de la bataille a été installée dans l'église de Renty[3].